# Jaterník podléška
Jaterník podléška, též jaterník trojlaločný (Hepatica nobilis), je vytrvalá nízká bylina rostoucí v listnatých lesích mírného pásma Evropy. V České republice se jedná o poměrně hojný druh, ve východní (karpatské) polovině Moravy je však velmi vzácný nebo zcela chybí. V roce 2013 se stal německou Rostlinou roku.

## Původ jména

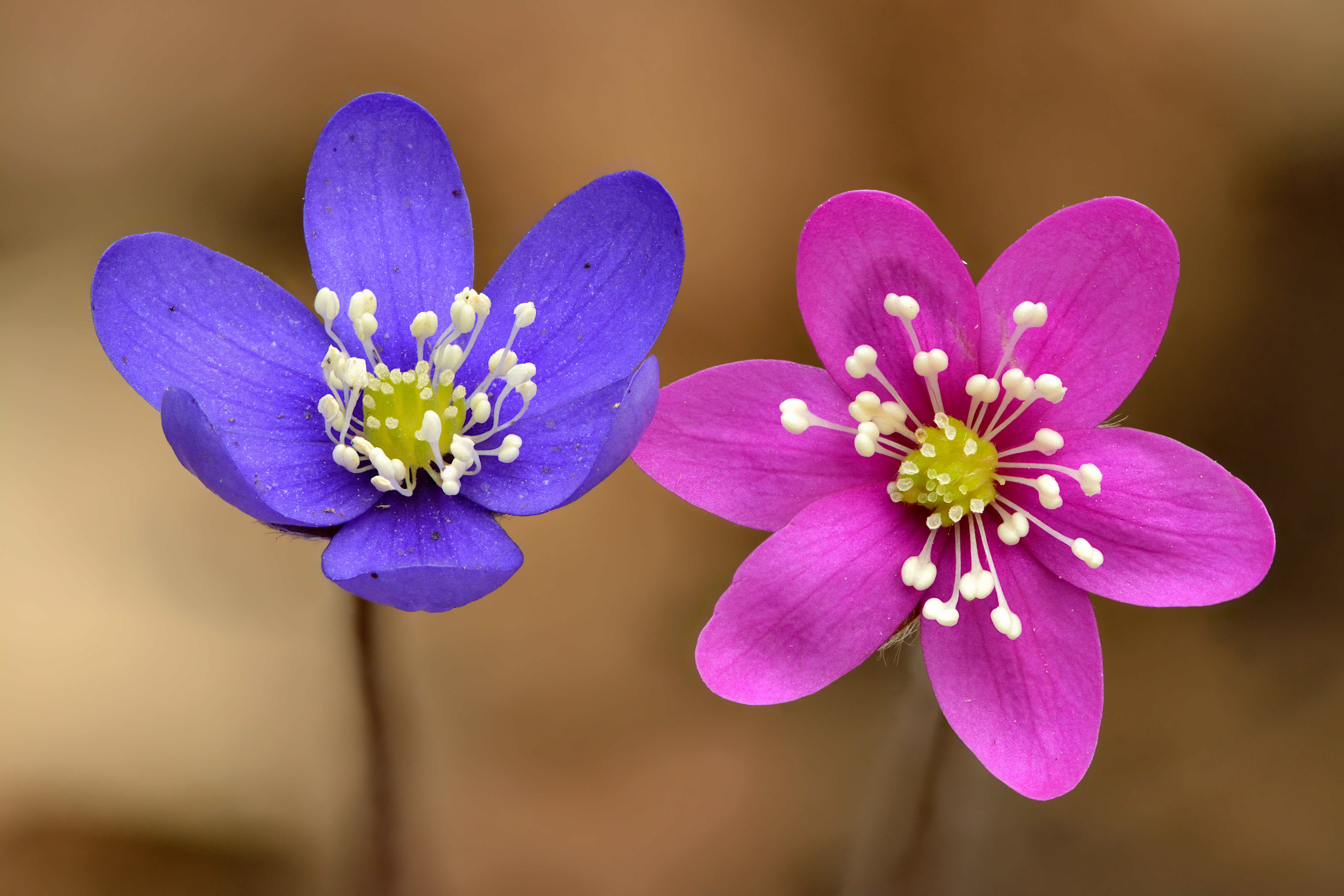

Trojlaločné listy svým tvarem připomínají játra – tomu odpovídá české jméno jaterník i vědecké Hepatica (hepar jsou latinsky játra). Druhové jméno podléška (a jeho lidové názvy podlístka nebo podlíška) jsou zase odvozeny z toho, že tato bylina se často nachází pod lískami.

## Popis
Jaterník trojlaločný je nízká, 5 až 25 cm vysoká vytrvalá bylina s plazivým oddenkem, ze kterého vyrůstají přízemní, dlouze řapíkaté hluboce vykrojené celokrajné listy, listová čepel je rozdělena na tři vejčité laloky. Jsou tmavozelené, naspodu světlejší a jemně plstnaté, ve stáří jsou kožovité a lysé. Staré listy přezimují, mladé vyrůstají až po odkvětu.
Květy vyrůstají na chlupatých, červenohnědých květonosných stvolech, kterých je na jedné rostlině až devět. Květy jsou podepřeny třemi podpůrnými listeny, které připomínají kalich, jsou oboupohlavné, většinou blankytně modré nebo fialové, vzácněji růžové nebo bílé, okvětních lístků bývá 5–10. Pestíky a tyčinky, kterých bývá velké množství, jsou umístěné na široce kuželovitém květním lůžku. Jaterník je opylován hmyzem, v případě potřeby je i samosprašný.
Květy jaterníku se k večeru a při dešti sklánějí dolů a zavírají se. Během osmidenní doby kvetení se květní plátky prodlužují na dvojnásobek své původní délky. Kvete od dubna do května.
Plodem je zobovitá nažka, na bázi s masíčkem s olejovitou kapalinou, která láká mravence. Rostlina je totiž myrmekochorní, šíření semen zabezpečují právě mravenci.

## Geografické rozšíření a variabilita
Jaterník podléška je přirozeně rozšířen ve velké části Evropy, chybí jen na úplném jihu a severu, chybí i ve Velké Británii a na Islandu. Na východ sahá areál do evropské části Ruska. Tolik rozšíření Hepatica nobilis var. nobilis. Další výskyt je až v Číně a Japonsku, což jsou ovšem jiné variety a to Hepatica nobilis var. asiatica a Hepatica nobilis var. japonica. Jsou někdy považovány za příbuzné druhy a mezi evropským a asijským výskytem je hiát mnoho tisíc kilometrů. Další příbuzné taxony rostou ve východní části Severní Ameriky, a to: Hepatica americana (syn: Anemone americana) a Hepatica acutiloba (syn. Anemone acutiloba).

## Stanoviště
Jaterník je rostlina rostoucí na hlinitých, slabě vlhkých půdách bohatých na mulovou formu humusu, preferuje neutrální pH, ale snáší i alkalické substráty. Roste běžně v prosvětlených listnatých a smíšených lesích nebo v lískových i jiných křovinách na kamenitém a hlinitém podkladu, ve vyšších polohách se váže na vápenec. V ČR roste od nížin do pahorkatin, většina lokalit se nachází v rozmezí 250 až 600 m n. m. V Alpách se vyskytuje až do nadmořské výšky 2200 metrů.

## Obsahové látky
Jaterník podléška je jen velmi slabě jedovatý, obsah alkaloidu protoanemoninu a anemoninu je totiž nepatrný. Kromě toho obsahuje také glykosid hepatrilobin, antokyany, flavonoidy, třísloviny, sacharózu, amulsin, invertin a v oddenku saponiny.

## Zahradní kultivary
Existují také zahradní kultivary jaterníků s bílými, růžovými, červenými nebo dokonce černými květy, některé mohou být i plnokvěté. Vyhovuje mu stín nebo polostín, uplatní se jako podrost pod keře a listnaté stromy nebo i na skalkách. Množí se na podzim dělením trsu.

## Užití
Dříve se jaterník užíval při onemocnění jater, čistě díky tvaru listů. Nicméně jaterník je léčivá rostlina, používá se hlavně list (Folium hepaticae), někdy i s květem (Herba hepaticae), mladé listy bez řapíků se sbírají těsně po odkvětu a suší se přirozeným teplem.
Droga se používala ve formě odvaru jako močopudný prostředek nebo při žlučníkových kolikách, dnes již existují účinnější prostředky. Sloužil také k zastavení krvácení.
Nálev může sloužit jako prostředek pro usnadnění odkašlávání, pomáhá při onemocnění dýchacích cest, zevně jako kloktadlo.
V minulosti se používala také jako náhražka černého čaje.

## Galerie

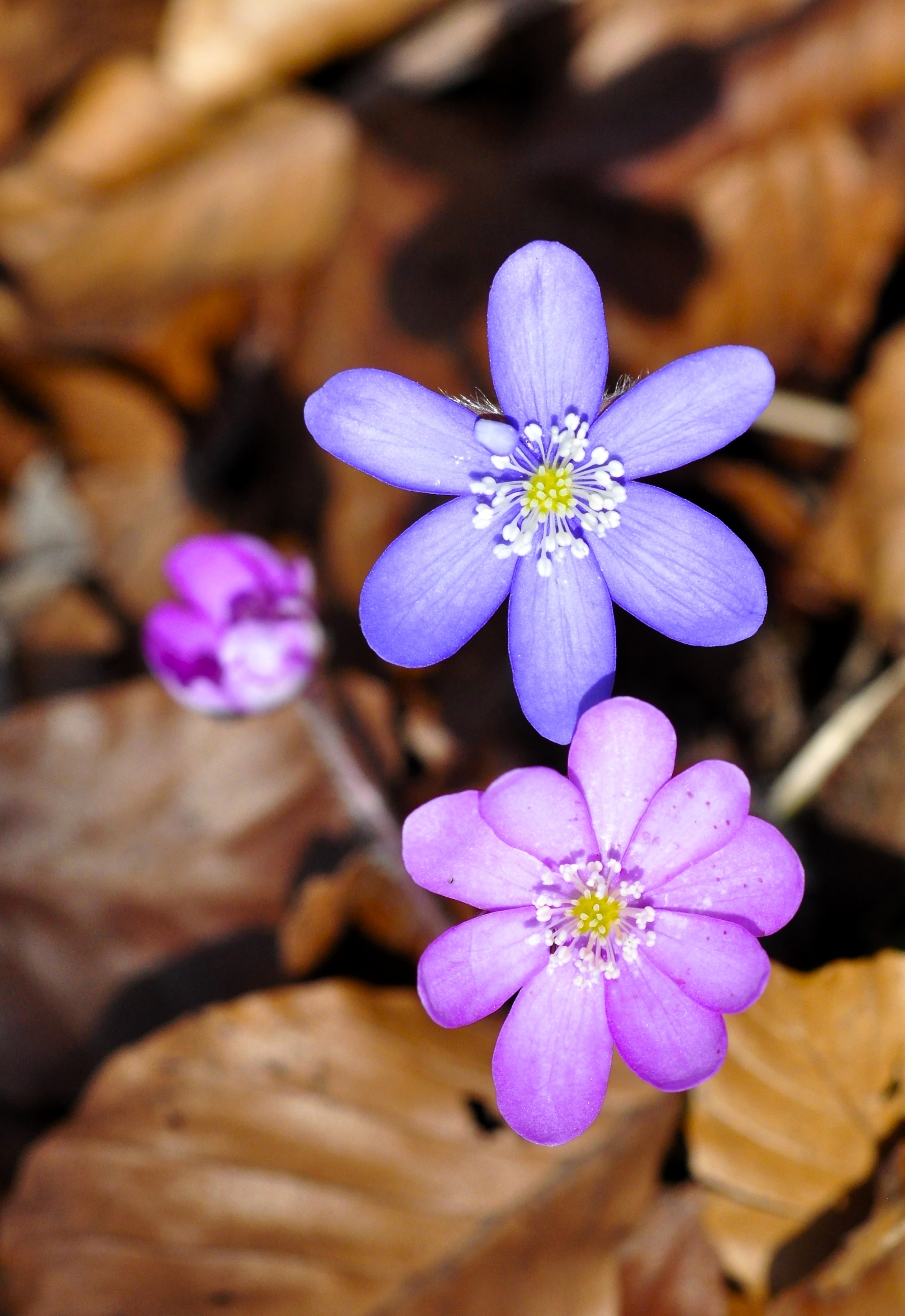
fialový a růžový květ
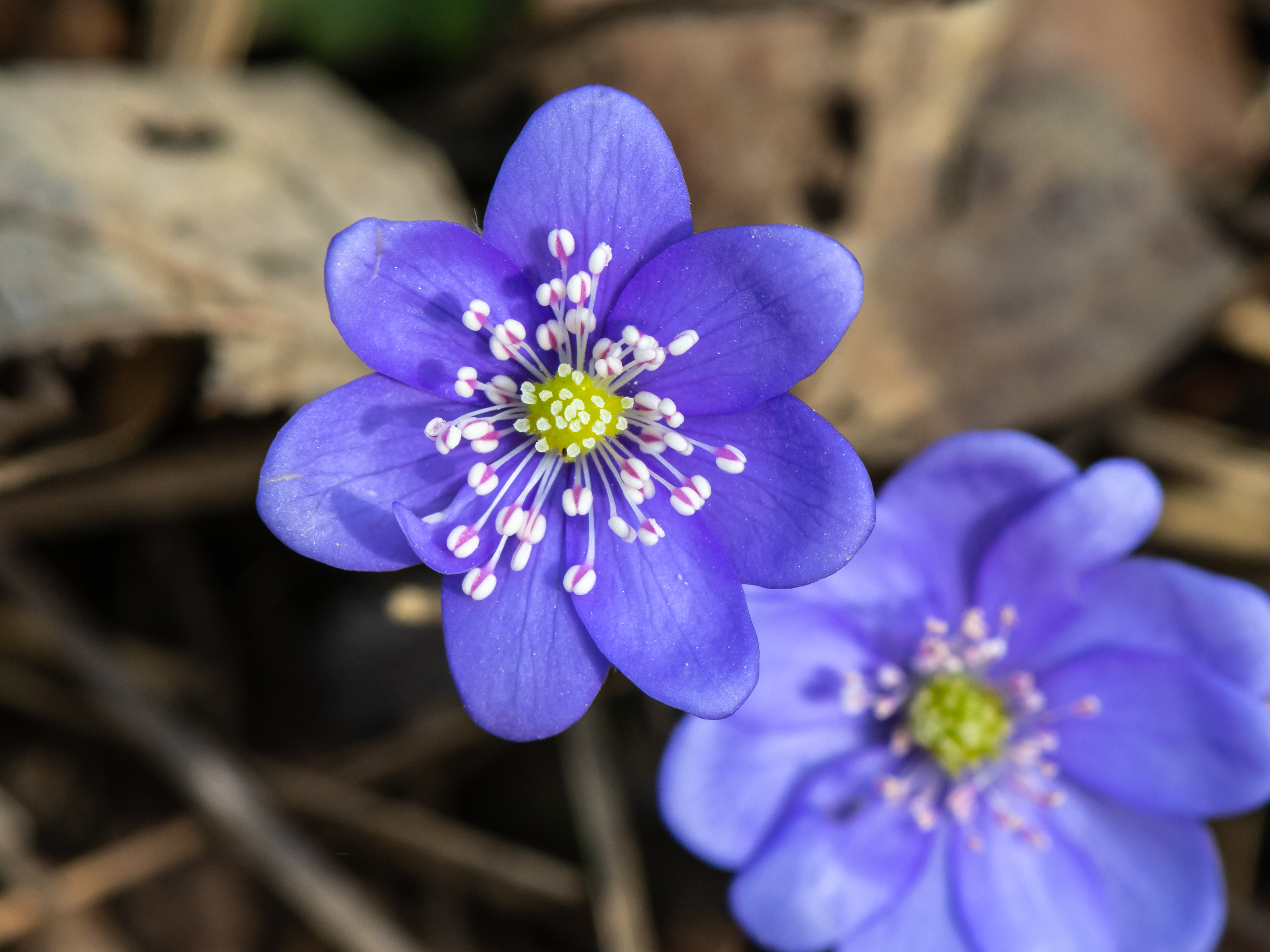
detail květů
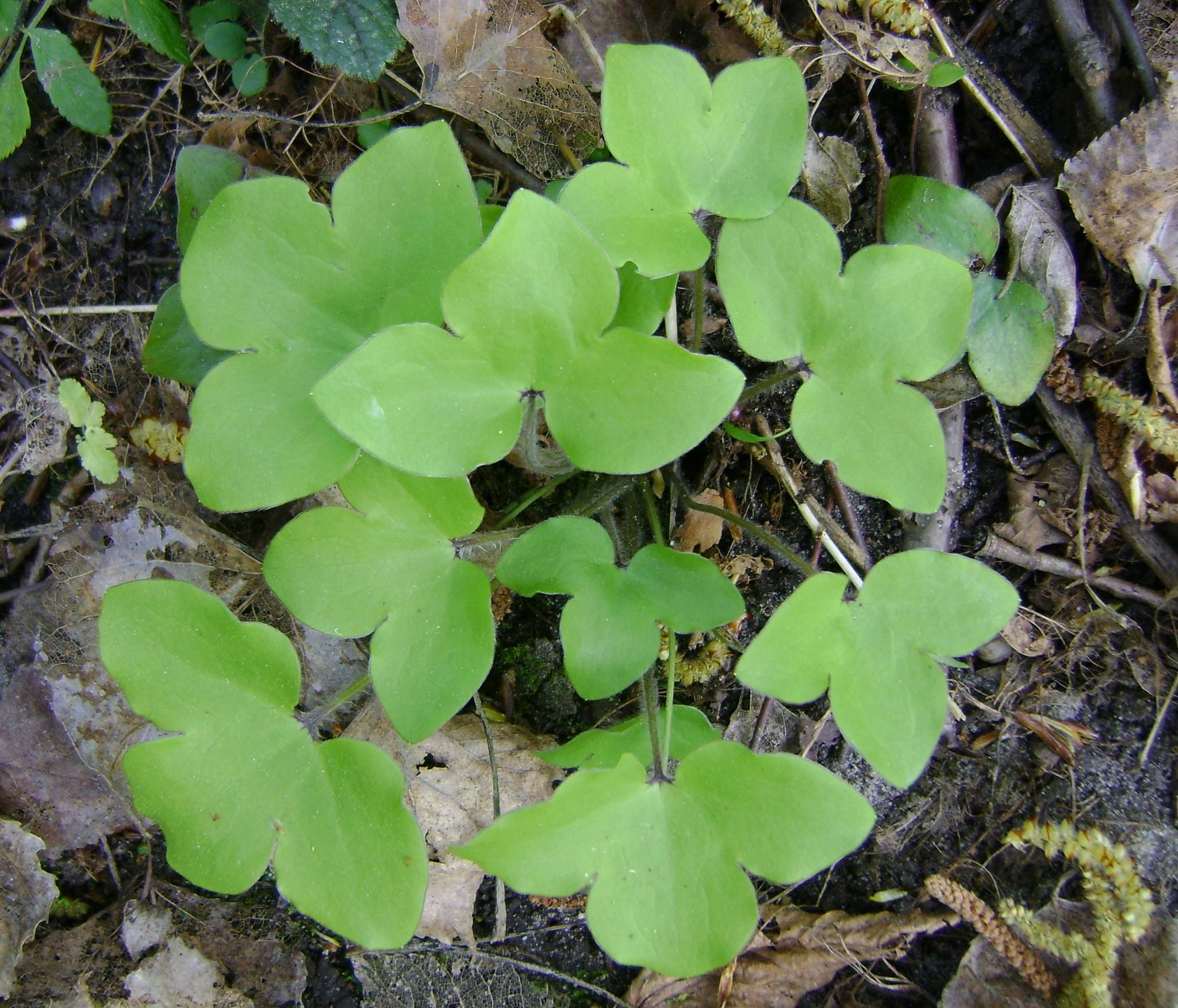
listy
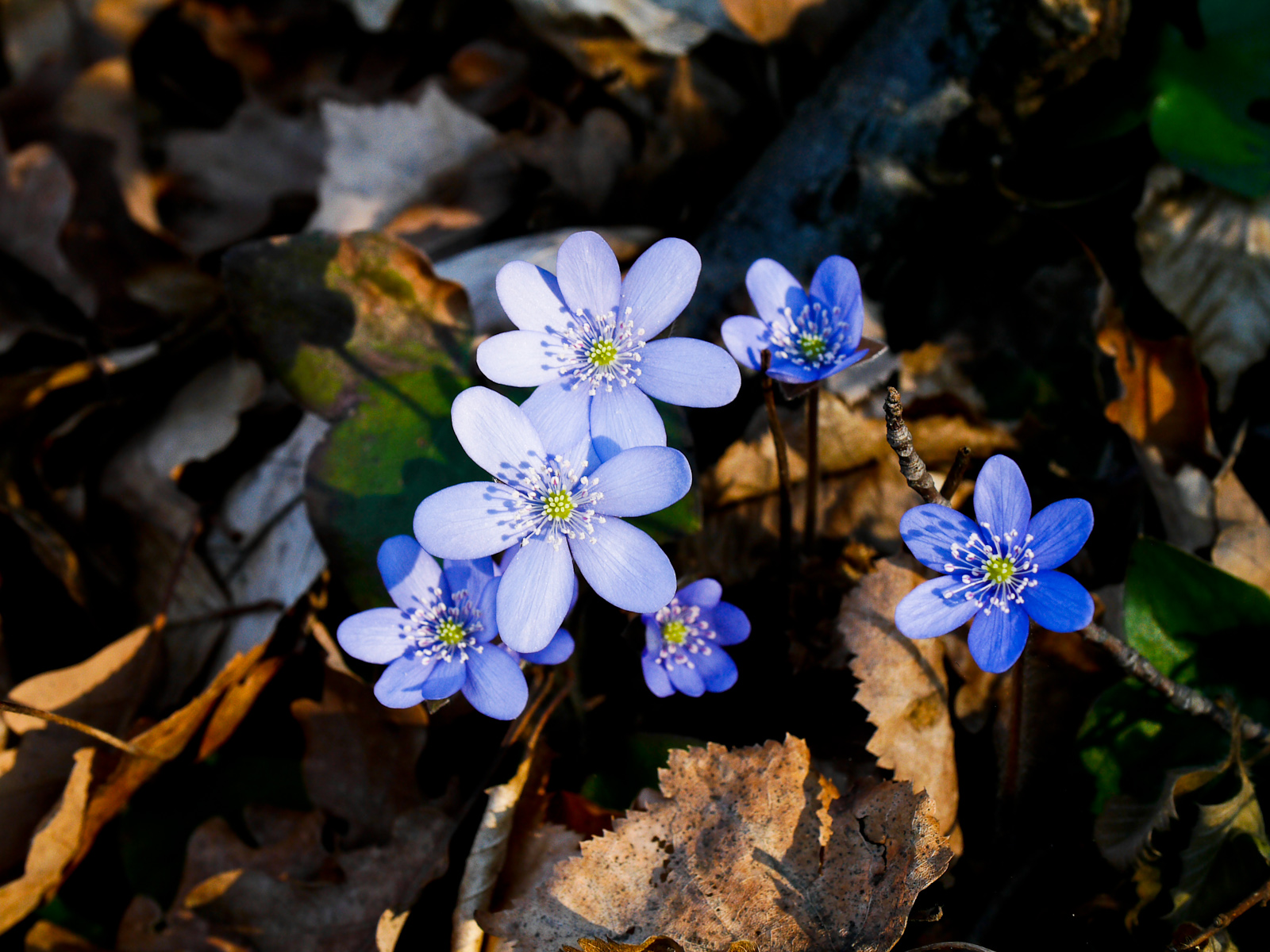
modré květy
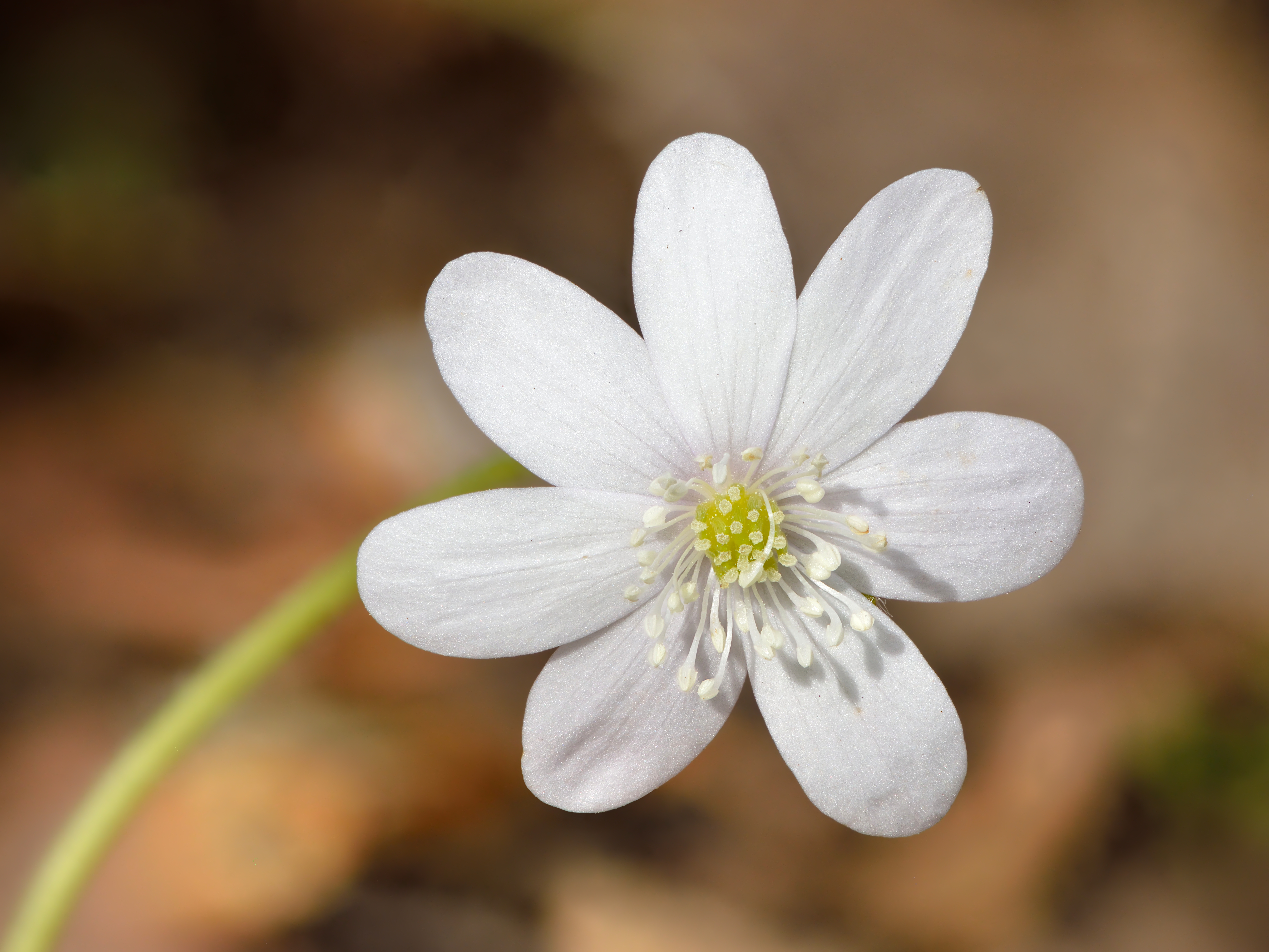
bílý květ
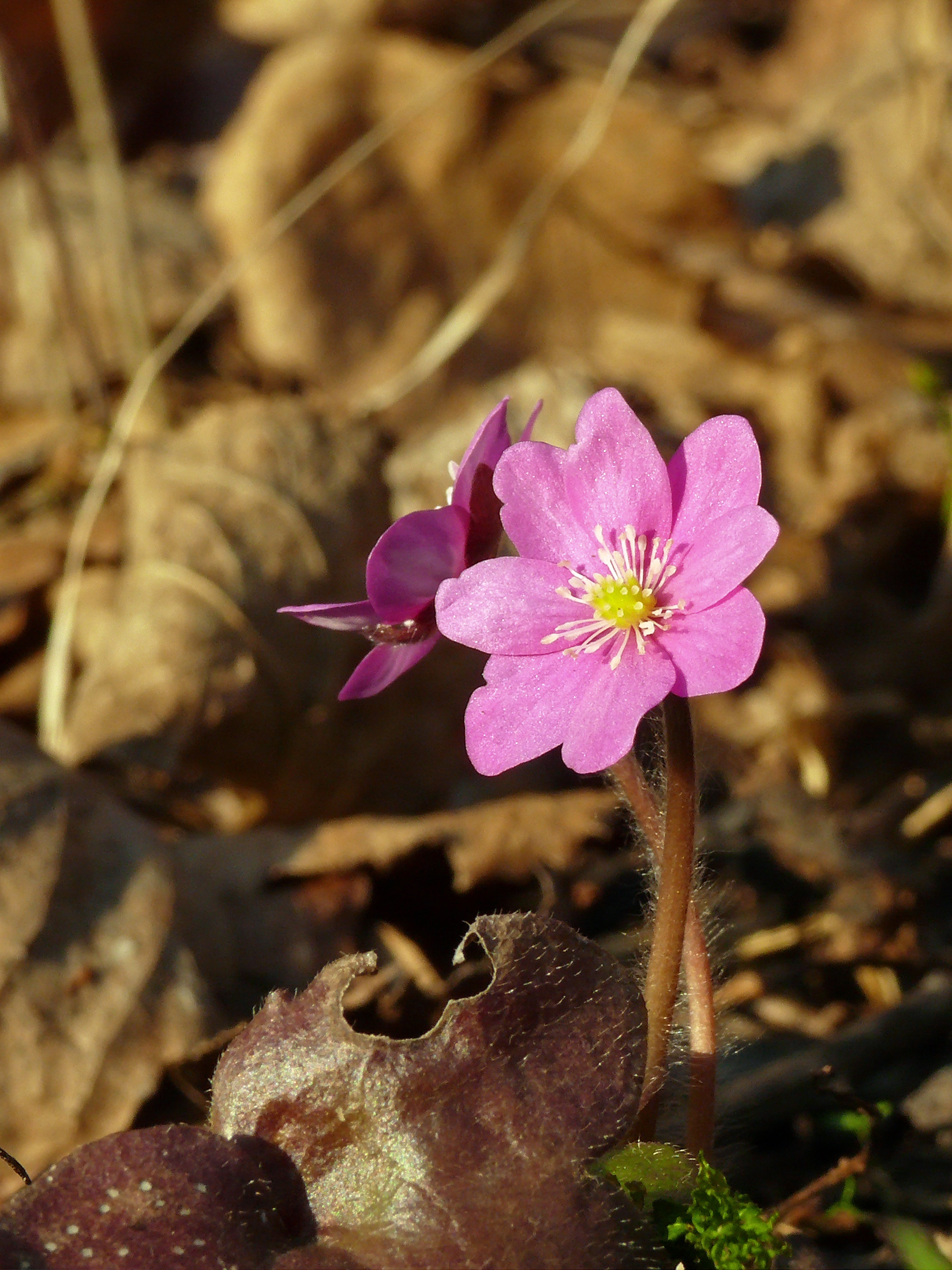
růžový květ